# Gustave Van Slembrouck
Gustave Van Slembrouck, ou Gustaaf Van Slembrouck, né le 25 mars 1902 à Ostende et mort le 7 juillet 1968 dans la même localité, est un coureur cycliste belge. Professionnel de 1926 à 1935, il a notamment remporté quatre étapes du Tour de France.

## Palmarès
- 1923
  - 4e étape du Tour de Belgique indépendants (ex aequo avec Omer Huyse)
- 1925
  -  Champion de Belgique indépendants
  - Bruxelles-Luxembourg-Mondorf
  - 2e du Tour des Flandres des indépendants
  - 2e de Liège-Bastogne-Liège
  - 2e de Paris-Menin
- 1926
  - 3e étape du Tour de France
  - Paris-La Guerche
  - 2e du Tour des Flandres
  - 2e de Paris-Roubaix
  - 2e de Paris-Angers
  - 2e du Championnat des Flandres
- 1927
  - 7e et 12e étapes du Tour de France
  - 2e du Tour des Flandres
  - 2e de Paris-Tours
  - 3e de Paris-Nantes
  - 3e de Bordeaux-Paris
- 1928
  - 3e du Circuit de Belgique
- 1929
  - 5e étape du Tour de France
  - 2e de Paris-Rennes
  - 3e de Paris-Fourmies
  - 4e de Bordeaux-Paris
  - 5e du Tour des Flandres
- 1930
  - Grand Prix de la Tribune Républicaine
  - 3e du Grand Prix de Zwevegem
- 1931
  - 3e du championnat de Belgique sur route
  - 5e du Tour des Flandres
  - 8e de Paris-Roubaix
- 1932
  - 2e du championnat de Belgique sur route
  - 2e de Bruxelles-Oupeye
- 1933
  - 2e du Tour d'Hesbaye
- 1934
  - 3e du Tour du Limbourg
  - 3e du Circuit des régions flamandes

## Résultats sur les grands tours

### Tour de France
3 participations
- 1926 : abandon (14e étape), vainqueur de la 3e étape,  maillot jaune pendant 7 jours
- 1927 : 14e, vainqueur des 7e et 12e étapes
- 1929 : abandon (9e étape), vainqueur de la 5e étape